# Sportoberschule Leipzig

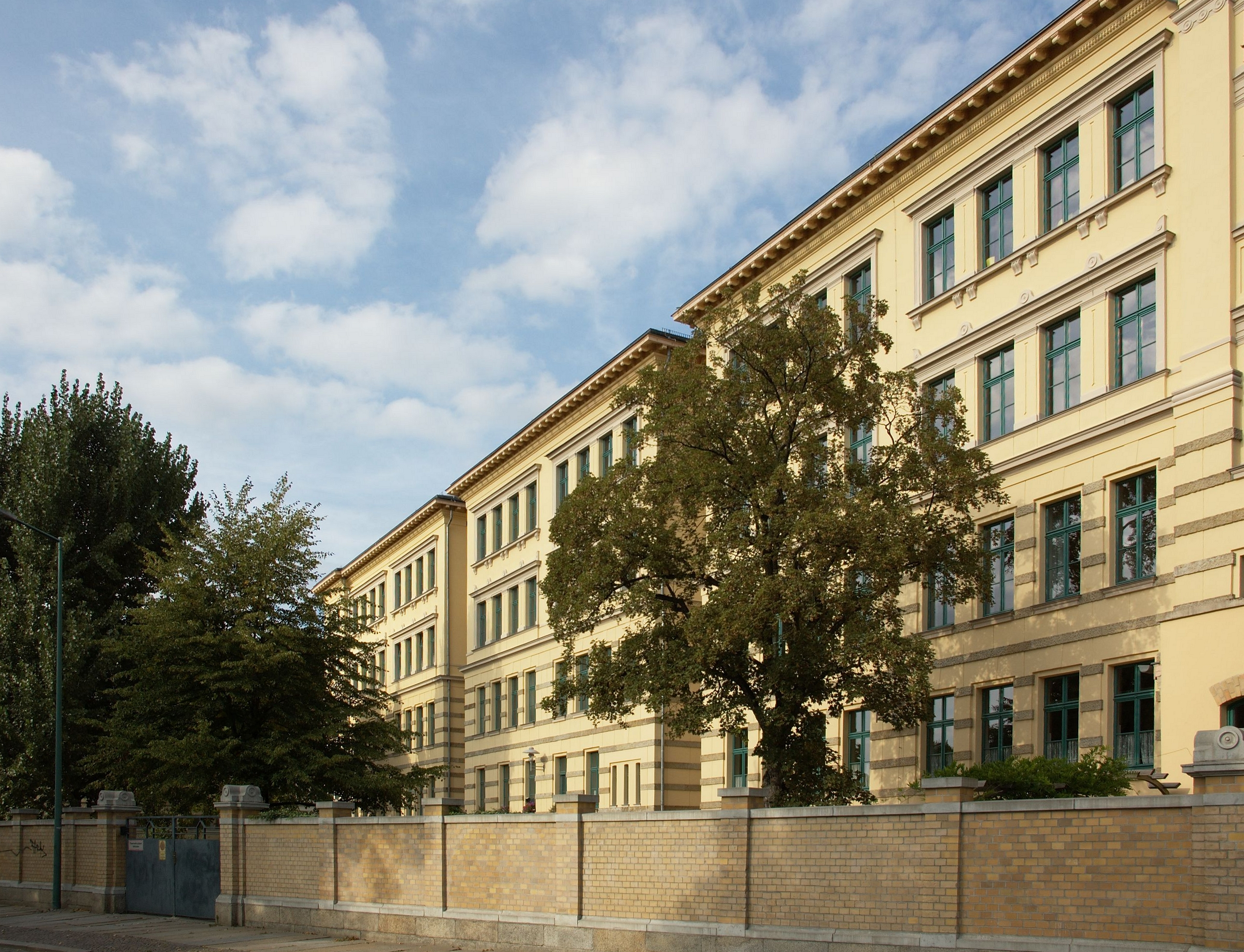
Ehemaliges Schulgebäude in der Max-Planck-Straße 1–3

Die Sportoberschule Leipzig (bis 2013 Sportmittelschule Leipzig) ist eine sportbetonte Oberschule im Leipziger Ortsteil Zentrum-Nordwest. 2018 konnte sie aus ihrem Gebäude Max-Planck-Straße 1–3 in den Neubau Max-Planck-Straße 53–55 umziehen. Sie arbeitet eng mit dem Landesgymnasium für Sport zusammen.

## Das neue Schulgebäude
Der erste Spatenstich erfolgte 2016 im Beisein des Architekten, Thomas Eaton. Der Neubau ist für eine 4-zügige Oberschule mit 672 Schülern konzipiert. In der Medieninformation der Stadt Leipzig hieß es: "Der Entwurf sieht ein kompaktes, barrierefreies Gebäudeensemble vor. Es besteht aus dem viergeschossigen Hauptgebäude der Schule, einem Verbindungsbau sowie einer Dreifeldsporthalle. Der Hauptzugang zur Schule befindet sich an der Ecke Goyastraße / Max-Planck-Straße. Der Schulhof ist nach drei Seiten von den Gebäuden umschlossen, nach Westen (…) ist er (…) geöffnet. Das Schulgebäude ist als Passivhaus geplant.
Die Kosten werden mit rund 19,1 Millionen Euro veranschlagt. Die Maßnahme wird durch den Freistaat Sachsen mit Mitteln aus dem Programm „Schulische Infrastruktur“ in Höhe von 7,3 Millionen Euro gefördert."

## Aufnahmekriterien
Die Zugangsbestimmungen für die Profilklassen werden geregelt durch den Erlass für sportbetonte Schulen des Freistaates Sachsen. Während die Aufnahme in eine Leistungssportklasse ausschließlich mit einer sportfachlichen Aufnahmeempfehlung des Landesfachverbands der jeweiligen Sportart erfolgen kann, werden in die Neigungssportklassen sportinteressierte und leistungsmotivierte Schüler aufgenommen.

## Profilangebot
Sportarten sind: Fußball, Handball, Hockey, Judo, Kanu-Rennsport, Kanu-Slalom, Leichtathletik, Radsport, Ringen, Rhythmische Sportgymnastik, Schwimmen, Turnen, Volleyball (männlich), Wasserspringen, Fechten.
Die Ausbildung erfolgt durch qualifizierte Trainer und Lehrer, unter anderem ehemalige Olympiasieger und Medaillengewinner, gemeinsam mit den Schülern des Sportgymnasiums Leipzig an den entsprechenden Trainingsstätten.

## Schulabschlüsse
- Realschulabschluss (Klasse 10)
- Hauptschulabschluss (Klasse 9)
- qualifizierender Hauptschulabschluss (Übergang Klasse 9 zu Klasse 10)

Die jeweiligen Fachverbände führen eigenständige sportliche Überprüfungen durch. Die Anzahl der Sportstunden im Profilbereich beträgt 4 + 2 (Schulsport). Im Neigungssportbereich werden 3 Stunden (Schulsport) + 2 (zusätzliche) Sportstunden angeboten.
Gefordert werden außerdem sehr gute bis befriedigende Leistungs- und Verhaltensnoten.

## Sportler
- Anett Schuck (Trainerin)
- Heiko Seidlitz (Trainer)
- Kathleen Hering (ehemalige Schülerin)
- Rene Kolonko (ehemaliger Schüler)
- Tom Geißler (ehemaliger Schüler)
- Jens Wittwer (ehemaliger Schüler)
- Andre Korb (ehemaliger Schüler)